# Galium effulgens
Galium effulgens là một loài thực vật có hoa trong họ Thiến thảo. Loài này được Beck mô tả khoa học đầu tiên năm 1893.